# Myrcia didrichseniana
Myrcia didrichseniana är en myrtenväxtart som beskrevs av Hjalmar Frederik Christian Kiaerskov. Myrcia didrichseniana ingår i släktet Myrcia och familjen myrtenväxter. Inga underarter finns listade i Catalogue of Life.